# Henryk Jarosz (architekt)

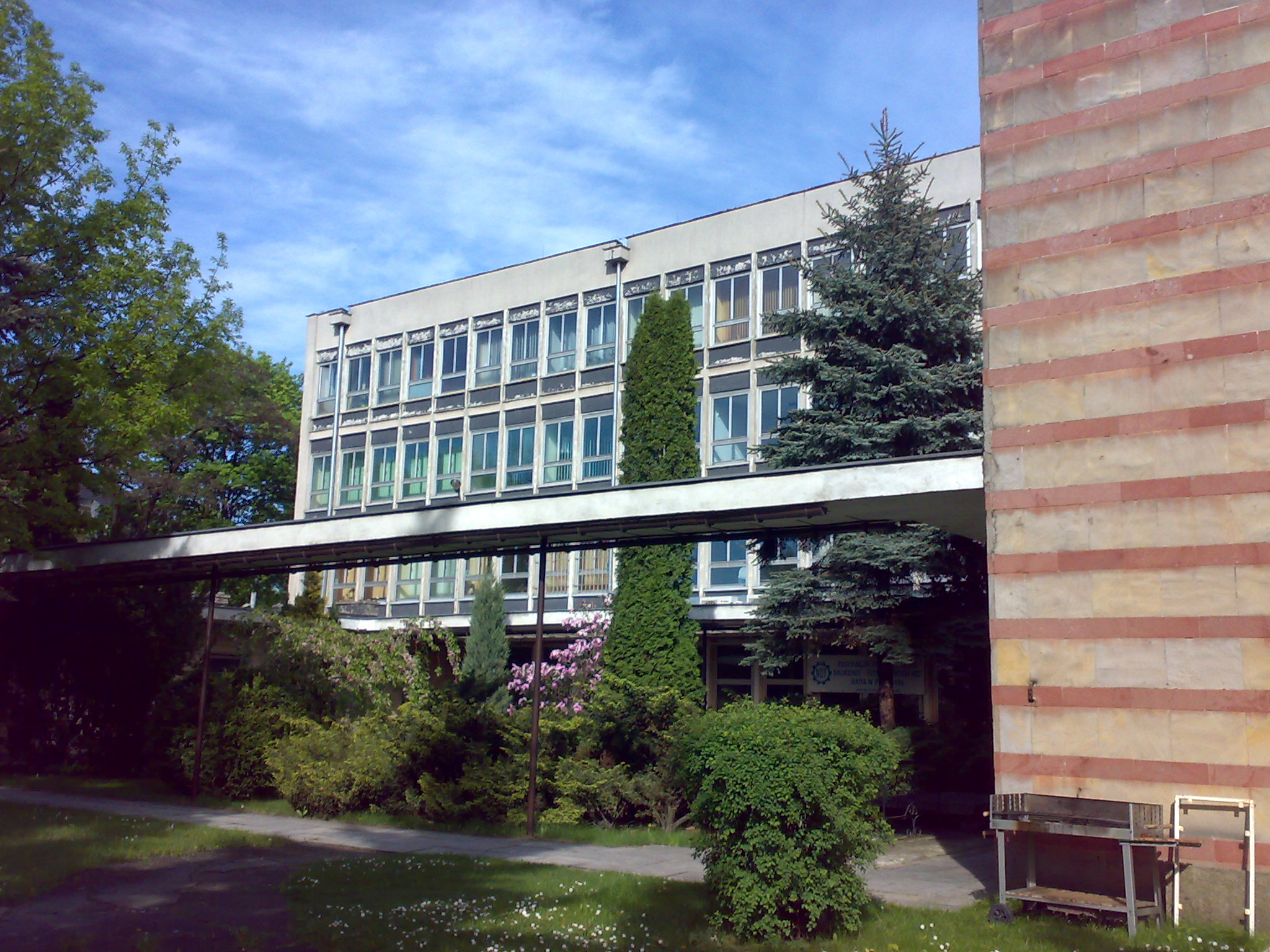
Gmach NOT w Poznaniu

Henryk Jarosz (ur. 22 marca 1921, zm. 22 grudnia 1991 w Poznaniu) – polski architekt doby modernizmu, wykładowca akademicki, członek poznańskiego oddziału SARP. 

## Życiorys
W 1964 odznaczony Krzyżem Kawalerskim Orderu Odrodzenia Polski
Od 1972 pełnił funkcję starszego wykładowcy na Politechnice Poznańskiej. Pracował w poznańskim Miastoprojekcie, gdzie projektował budynki użyteczności publicznej, m.in.:
- halę wystawową MTP nr 14 - 1957 (wraz z Jerzym Liśniewiczem i Janem Wellengerem) - resortowa nagroda III stopnia,
- halę wystawową MTP nr 20 - 1960[2] (wraz Jerzym Liśniewiczem i Janem Wellengerem),
- gmach NOT w Poznaniu - 1963 (wraz z Jerzym Liśniewiczem i Janem Wellengerem) - resortowa nagroda III stopnia,
- hotel Unia w Lublinie - 1970 (wraz z Jerzym Liśniewiczem),
- hotel Panorama we Wrocławiu - 1970 (wraz z Jerzym Liśniewiczem),
- Centrum Targowe w Poznaniu - 1971-1972,
- pawilon MTP nr 14a[3] - 1979 (wraz z Jerzym Liśniewiczem i Janem Wellengerem),
- kościół pw. św. Józefa w Poznaniu-Szczepankowie - 1979 (wraz z Małgorzatą Jarosz)[4],
- budynek administracyjny przy ul. Strzeleckiej w Poznaniu,
- dom parafialny w Lublińcu,
- Wyższe Seminarium Duchowne w Obrze (rozbudowa),
- jeden kościół na terenie Kamerunu[5].

Pogrzeb odbył się 2 stycznia 1992 na Cmentarzu Junikowskim.